# Petit BamBou
Petit BamBou es una aplicación móvil de meditación mindfulness y una comunidad en línea para la meditación. El contenido está distribuido en programas sobre diferentes temáticas como estrés, ansisedad, sueño, compasión, relaciones, entre otros.
Petit BamBou está disponible en cuatro idiomas (español, inglés, francés, y alemán) y cuenta con más de 4 millones de usuarios registrados en más de 50 países.

## Historia
Petit BamBou fue fundada por Benjamin Blasco y Ludovic Dujardin en enero de 2015 para el mercado francófono. Desde el año 2018 también está disponible en español, inglés y alemán (con el nombre BamBu).
El contenido principal de la aplicación son programas de meditación mindfulness de diferentes duraciones, desde 10 a 30 minutos. También dispone de otras herramientas como ejercicios de coherencia cardiaca, sonidos ambientales, temporizador para meditar en silencio e historias audiovisuales para entender los principios básicos de la meditación.

## Producto
Petit BamBou facilita recursos audiovisuales de meditación guiada, accesible para usuarios a través de su website y de la aplicación móvil para iPhone y Android.
La App tiene un contenido gratuito disponible de forma ilimitada para dar los primeros pasos en la meditación, y un contenido bajo suscripción para aquellas personas que quieran seguir meditando y profundizar en una temática concreta (estrés, ansiedad, relaciones, familia, trabajo, niños…) disponible en planes mensuales, semestrales o anuales.